# Port de Las Palmas
El Port de Las Palmas (també en castellà: puerto de la Luz; «port de la Llum») és un port comercial, pesquer, esportiu i turístic de la ciutat espanyola de Las Palmas de Gran Canaria. Ubicat al nord-est de l'illa de Gran Canària, a l'arxipèlag canari, constitueix un hub portuari estratègic de l'Atlàntic Mig.
Està operat per l'Autoritat Portuària de Las Palmas, dependent de Ports de l'Estat, que també opera els ports d'Arinaga i Salinetas (també a Gran Canària), Arrecife (Lanzarote) i Puerto del Rosario (Fuerteventura).

## Història
Es troba emplaçat al flanc oriental de l'istme de Guanarteme, que separa el cos principal de la illa de Gran Canària de la península de la Isleta, al port natural format per la badia de las Isletas.
Fundada el 1478 i constituïda de forma subsegüent com a primer establiment urbà de la Corona de Castella a l'oceà Atlàntic, la ciutat de Las Palmas va tenir un paper important com a «pont» dins de l'incipient comerç atlàntic impulsat després de la posterior exploració del continent americà des de 1492.
Cap a 1883, quan es va iniciar la construcció del port refugi de la Luz, el literal es trobava poc alterat, comptant únicament amb un petit moll al costat de la ciutat. Entre finals de segle xix i començaments del segle xx es van construir els molls de la Llum i Santa Caterina, i, posteriorment, un moll fruiter. Durant la dictadura franquista es va consolidar el procés d'industrialització del port. A partir de 1970 es continua guanyant terreny a la mar, i es construeixen el dic Reina Sofía i el dic Nelson Mandela. A partir de 1990, en paral·lel a certa terciarització del teixit productiu de la ciutat, s'instal·la un terminal de creuers.